# Puig Oriol (Llers)
El Puig Oriol és una muntanya de 146 metres que es troba al municipi de Llers, a la comarca catalana de l'Alt Empordà.